# Kolumbien-Kapuzineraffe
Der Kolumbien-Kapuzineraffe (Cebus versicolor, Syn.: C. albifrons versicolor) ist eine Primatenart aus der Familie der Kapuzinerartigen, die im nördlichen Kolumbien vorkommt. Das kleine Verbreitungsgebiet liegt am mittleren Río Magdalena.

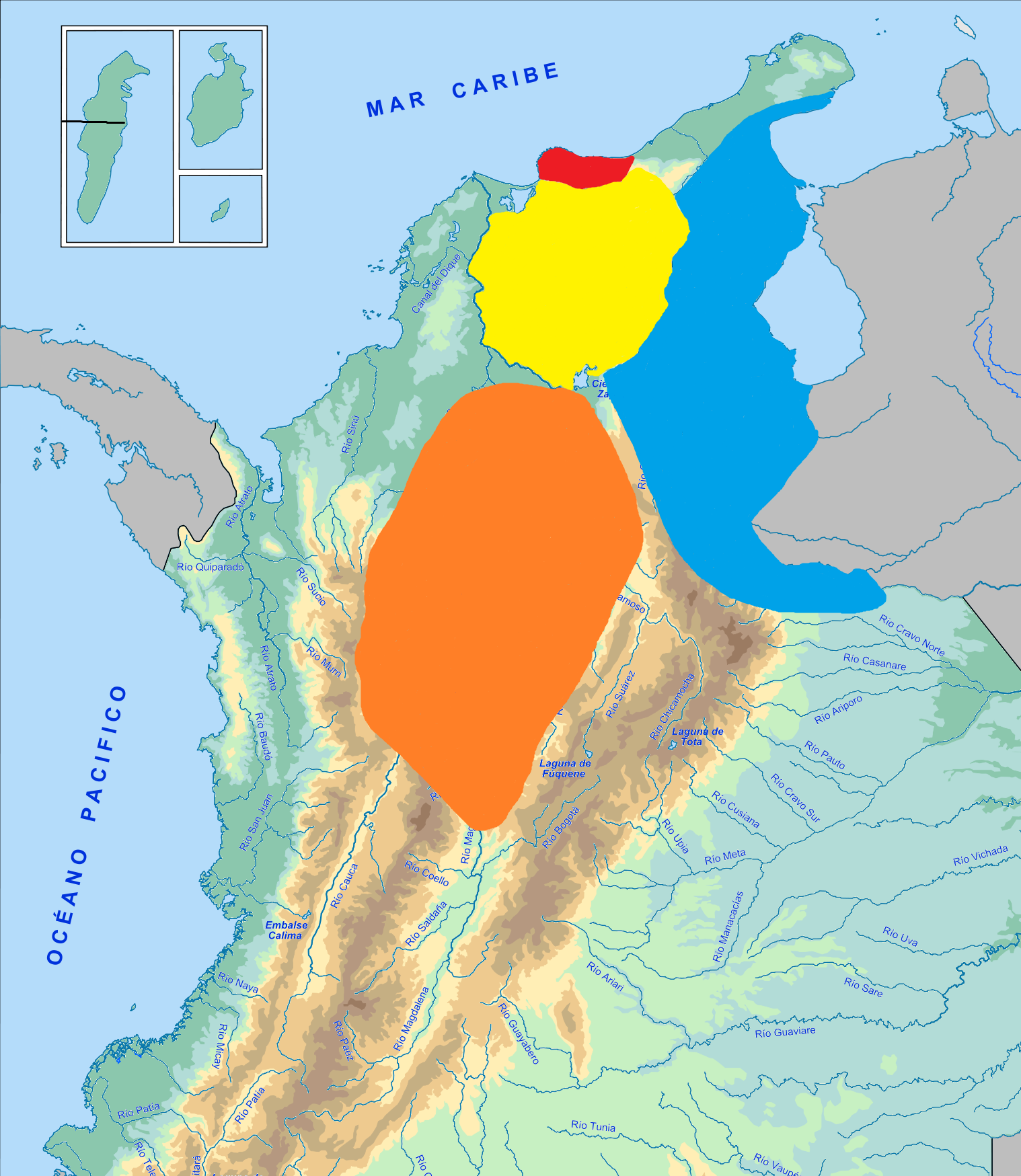
Verbreitungsgebiete der ungehaupten Kapuzineraffen im Norden Kolumbiens:
Kolumbien-Kapuzineraffe
Santa-Marta-Kapuziner
Rio-Cesar-Kapuzineraffe
Weißkopf-Kapuzineraffe

## Merkmale
Der Kolumbien-Kapuzineraffe erreicht eine Kopf-Rumpf-Länge von 45 bis 50 cm und besitzt einen 42 bis 45,5 cm langen Schwanz. Im Vergleich zu den meisten anderen Kapuzinerarten ist er relativ hell, aber dunkler als der weiter nördlich vorkommende Rio-Cesar-Kapuzineraffe (Cebus cesarae). Der mittlere Rücken und die Vorderseiten von Armen und Beinen sind rötlich und kontrastieren mit dem übrigen Körper.

## Lebensraum und Lebensweise
Der Kolumbien-Kapuzineraffe lebt in Tieflandwäldern und Palmensümpfen im Einzugsgebiet des mittleren Río Magdalena und des Río Cauca und reicht vom Süden des Departamento del Magdalena bis zu den Departamentos Cundinamarca und Tolima im Süden. Die Ernährung, Fortpflanzung und sonstige Verhaltensweisen sind bisher nicht näher erforscht worden.

## Systematik
Im Jahr 1845 beschrieb der französische Zoologe Jacques Pucheran den Kolumbien-Kapuzineraffen als Unterart des Weißstirnkapuziners (Cebus albifrons). Er ist die Schwesterart des Rio-Cesar-Kapuzineraffen. Die beiden Linien trennten sich vor 300.000 bis 120.000 Jahren. Beide werden heute als eigenständige Arten angesehen.

## Gefährdung
Die IUCN sieht den Bestand des Kolumbien-Kapuzineraffen als stark gefährdet an (Endangered). Während der letzten 48 Jahre nahm der Bestand um 50 % ab. Die Art leidet unter der Abholzung, wird als „Agrarschädling“ gejagt und zum Zweck der Heimtierhaltung gefangen.